# Идалго (щат)
Идалго (на испански: Hidalgo) е един от 31-те щата в Мексико, разположен е в централната част на страната. Идалго е с население от 2 345 514 жители (2005 г., 18-и по население), а общата площ на щата е 20 813 км², нареждайки го на 26-о място по площ в Мексико. Щатът е кръстен на героят от Мексиканската война за независимост Мигел Идалго. Столица на щата е град Пачука де Сото.